# Rosa Maria Klöser
Rosa Maria Klöser, née le 24 juin 1996 à Geilenkirchen, est une coureuse cycliste allemande, spécialisée dans le gravel, puis le cyclisme sur route.

## Biographie

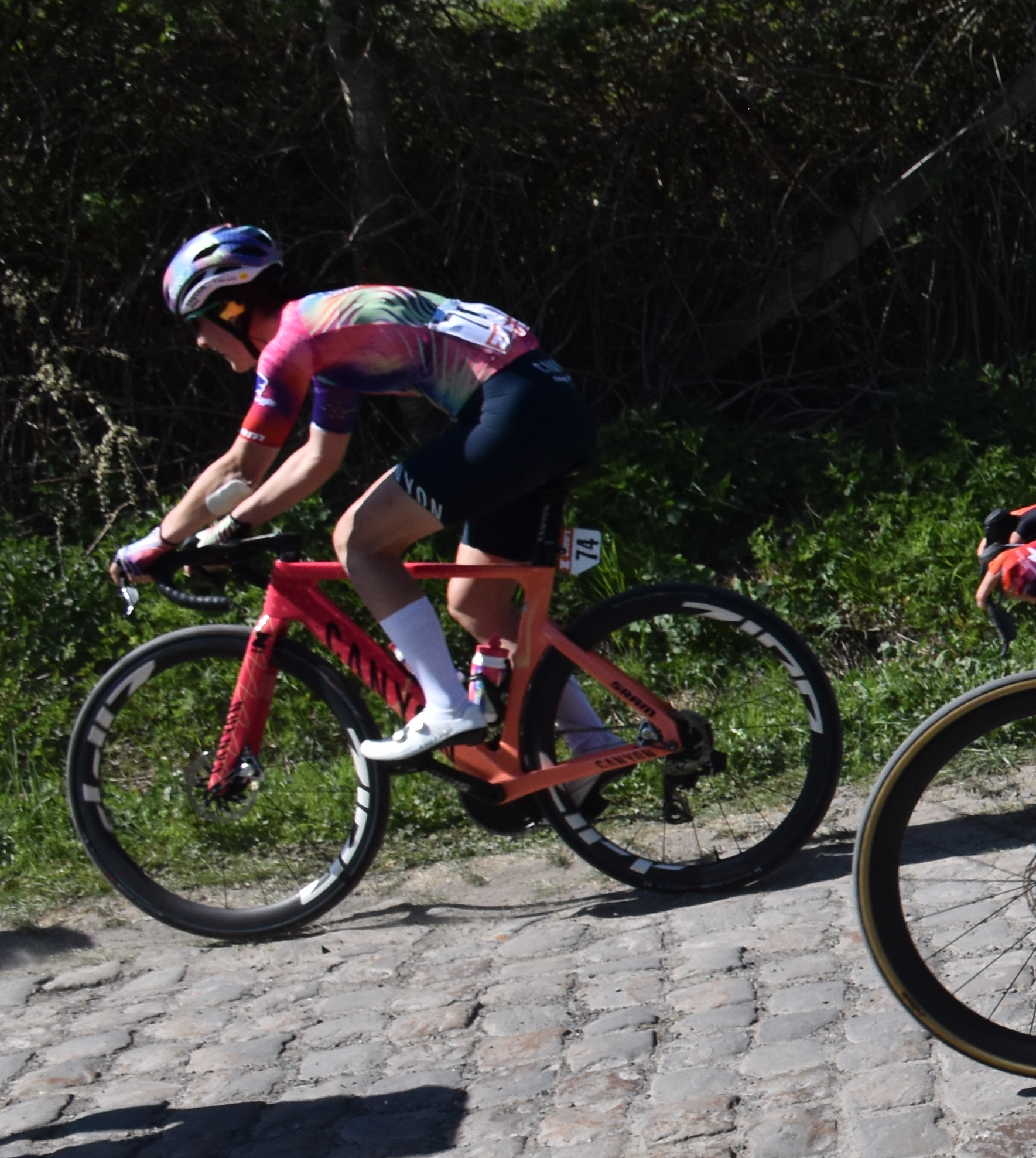
Rosa Maria Klöser # 74
Paris-Roubaix 2025.

Rosa Maria Klöser se met tardivement au cyclisme. Doctorante au Danemark, c'est après s'être fait volé son vélo du quotidien qu'elle achète son première vélo de route
Durant la pandémie de Covid-19, alors âgée de 24 ans, elle s'essaie au cyclisme esport. En 2022, elle participe à ses premières courses sur route. Au hasard d'un rencontre avec Piotr Havik, cycliste professionnel néerlandais spécialiste du gravel, elle s'essaie alors à cette discipline.
Durant 2 saisons, entre 2023 et 2024, elle enchaine des podiums sur des courses UCI World Series en gravel. Elle s'adjuge la victoire, au mois de juin 2024, sur la Unbound 200 aux États-Unis,.
Ses performances sont remarquées, et elle signe un contrat avec la WorldTeam allemande Canyon-SRAM zondacrypto pour la saison 2025. Elle participe à sa première course professionnelle sur route le 25 janvier, à l'occasion du Trofeo Marratxi-Felanitx, première course du challenge de Majorque

## Palmarès sur route

### Par années
- 2025
  - 3e du championnat d'Allemagne sur route

## Palmarès en gravel
- 2023
  - 3e UCI World Series - Millau Grands Causses
  - 3e UCI World Series - Gravel, Grit 'n Grind
  - 3e UCI World Series - La Monsterrato
- 2024
  - Life Time UNBOUND Gravel
  - 2e UCI World Series - Wish One Millau Grands Causses
  - 2e UCI World Series - 3RIDES Gravel Race
  - 3e UCI World Series - Gravel Adventure
  - 3e The Traka 200